# 647 TCN
647 TCN là một năm trong lịch La Mã.